# ديسن
ديسن باي جنغ توتبوركر (بالألمانية: Dissen) هي بلدة ألمانية تقع في ألمانيا في سكسونيا السفلى.

## المدن التوأمة
مدن Dissen-Striesow، غودنسبرغ و Thum هي مدن توأمة لـديسن باي جنغ توتبوركر.